# Митологија Астека
Митологија Астека је збирка митова астечке цивилизације Централног Мексика. Астеци су били групе које су говориле наватл језик и живеле су у централном Мексику и велики део њихове митологије је сличан митологији других мезоамеричких култура. Према легенди, различите групе које су требале да постану Астеци стигле су са севера у долину Анахуак око језера Текскоко. Верује се да Мексико води њихов бог Hummingbird, „леворуки колибри” или „колибри са југа” којег су видели на острву у језеру Текскоко у канџама орла што је протумачено као пророчанство да треба да населе то место. Астеци су зато на том месту изградили свој град Теночтитлан, саградивши велико вештачко острво које се данас налази у центру Мексика. Ова легенда је приказана и на грбу Мексика.